# Adesmobathra ozoloides
Adesmobathra ozoloides là một loài bướm đêm trong họ Geometridae.